# Bud Yorkin
Alan David Yorkin dit Bud Yorkin, né le 22 février 1926 à Washington (Pennsylvanie) et mort le 18 août 2015 à Bel Air (Los Angeles), est un réalisateur, producteur, scénariste et acteur américain.

## Biographie
Après des études supérieures et l'obtention d'un diplôme d'ingénieur du Carnegie Institute of Technology, devenu l'Université Carnegie-Mellon de Pittsburgh, il devient, à partir du début des années 1950, assistant-réalisateur, puis réalisateur à la télévision américaine. Deux ans plus tard, il est également producteur de télévision, et parfois même scénariste, pour le réseau NBC. Pendant sa carrière à la télévision, il se spécialise surtout dans les émissions de variétés. À partir de 1956, il réalise, par exemple, près de la moitié des 122 épisodes du The Ford Show. 
1958 est une année-charnière dans sa carrière. Cette année-là, il produit et réalise An Evening With Fred Astaire, une émission spéciale de divertissement qui obtient un gros succès et remporte neuf Emmy Awards, dont deux pour Yorkin en tant que scénariste et réalisateur. Il fonde aussi, avec le scénariste et producteur Norman Lear, la compagnie Tandem Productions, qui produit des émissions spéciales de divertissement pour les grands réseaux, mais aussi, en collaboration avec des studios d'Hollywood, dont United Artists et Warner Bros., des comédies pour le cinéma. Certaines d'entre elles sont réalisées par Yorkin lui-même : T'es plus dans la course, papa ! (Come Blow Your Horn, 1963), son premier film pour le grand écran, ainsi que Divorce à l'américaine (Divorce American Style, 1967) et L'Infaillible Inspecteur Clouseau (Inspector Clouseau, 1968).
Dans les années 1970, il est le producteur, et parfois aussi le réalisateur, de plusieurs sitcoms parmi les plus populaires de la télévision américaine, dont All in the Family, Maude, Good Times et Sanford and Son. Ce dernier sitcom lui vaut d'être nommé à trois reprises, comme producteur, pour un Emmy.
Yorkin signe encore quelques films pour le cinéma : Commencez la révolution sans nous (Start the Revolution Without Me, 1970), Le Voleur qui vient dîner (The Thief Who Came to Dinner, 1973) et, surtout, Soleil d'automne (Twice in a Lifetime), 1985), son film le plus personnel.

## Filmographie

### Comme réalisateur
- 1950 : The Jack Benny Program (série TV)
- 1954 : The Spike Jones Show (série TV)
- 1954 : The Tony Martin Show (série TV)
- 1954 : The George Gobel Show (série TV)
- 1954 : Light's Diamond Jubilee (téléfilm)
- 1955 : The Soldiers (série TV)
- 1956 : The Tennessee Ernie Ford Show (série TV)
- 1958 : An Evening with Fred Astaire (téléfilm)
- 1959 : The Jack Benny Hour (téléfilm)
- 1959 : Another Evening with Fred Astaire (téléfilm)
- 1959 : The Jack Benny Hour (téléfilm)
- 1960 : Henry Fonda and the Family (téléfilm)
- 1961 : Bobby Darin and Friends (téléfilm)
- 1963 : T'es plus dans la course, papa ! (Come Blow Your Horn)
- 1965 : Never Too Late (en)
- 1967 : Divorce à l'américaine (Divorce American Style)
- 1968 : L'Infaillible Inspecteur Clouseau (Inspector Clouseau)
- 1968 : Operation Greasepaint (téléfilm)
- 1970 : Commencez la révolution sans nous (Start the Revolution Without Me)
- 1972 : Sanford and Son (série TV)
- 1973 : Le Voleur qui vient dîner (The Thief Who Came to Dinner)
- 1984 : P.O.P. (téléfilm)
- 1985 : Soleil d'automne (Twice in a Lifetime)
- 1988 : Arthur 2 : Dans la dèche
- 1990 : Love Hurts (Maux d'amour, ou titre québécois : Mon amour)

### Comme producteur
- 1955 : The Soldiers (série TV)
- 1956 : The Tennessee Ernie Ford Show (série TV)
- 1958 : An Evening with Fred Astaire (téléfilm)
- 1959 : Another Evening with Fred Astaire (téléfilm)
- 1962 : The Andy Williams Show (série TV)
- 1963 : T'es plus dans la course, papa ! (Come Blow Your Horn)
- 1968 : Operation Greasepaint (téléfilm)
- 1970 : Commencez la révolution sans nous (Start the Revolution Without Me)
- 1971 : Cold Turkey
- 1972 : Sanford and Son (série TV)
- 1973 : Le Voleur qui vient dîner (The Thief Who Came to Dinner)
- 1976 : What's Happening!! (série TV)
- 1977 : The Sanford Arms (série TV)
- 1977 : Carter Country (série TV)
- 1980 : One in a Million (en) (série TV)
- 1982 : I Love Liberty (téléfilm)
- 1983 : Le Coup du siècle (Deal of the Century)
- 1985 : Soleil d'automne (Twice in a Lifetime)
- 1990 : Love Hurts (Maux d'amour, ou titre québécois : Mon amour)
- 1994 : Intersection
- 2017 : Blade Runner 2049 de Denis Villeneuve

### Comme scénariste
- 1954-1955 : The Tony Martin Show (émission de variétés)
- 1958 : An Evening with Fred Astaire (émission spéciale de variétés)
- 1959 : The Jack Benny Hour (émission spéciale de variétés)
- 1959 : The Jack Benny Hour (émission spéciale de variétés)

### Comme acteur
- 1991 : For the Boys de Mark Rydell : Phil